# Munidopsis sonne
Munidopsis sonne is een tienpotigensoort uit de familie van de Munidopsidae. De wetenschappelijke naam van de soort is voor het eerst geldig gepubliceerd in 1995 door Baba.